# Luisa de Guzman
Luisa Maria Francisca de Guzman (portugheză Luísa Maria Francisca de Gusmão, spaniolă Luisa María Francisca de Guzmán; (13 octombrie 1613 – 27 februarie 1666) a fost regină consort a Portugaliei. A fost soția regelui Ioan al IV-lea al Portugaliei, primul conducător din Casa de Braganza și mama a doi regi ai Portugaliei: Afonso al VI-lea și Petru al II-lea. A servit ca regentă a Portugaliei din 1656.

## Biografie
Ea a aparținut de Casa de Medina-Sidónia ca fiică a lui Juan Manuel Pérez de Guzmán, al 8-lea Duce de Medina Sidonia și a soției acestuia, Juana Lorenza de Sandoval y Rojas. Familia tatălui ei provenea din Alfonso I al Portugaliei.
În acea perioadă Portugalia era sub dominație spaniolă. Coroana spaniolă urmărea să includă profund țara în Spania și să prevină orice revoltă portugheză împotriva dinastiei spaniole. Acest proiect a început cu domniile anterioare și a continuat cu Filip al IV-lea al Spaniei și necesita o căsătorie politică între cele două țări.
Din această perspectivă, căsătoria Luisei Maria de Guzman cu Ducele de Braganza părea în epocă o ocazie de a uni cele două case ducale spaniolă și portugheză. Căsătoria a avut loc în 1633 și Dona Luisa de Guzman și-a susținut soțul în răzvrătirea lui împotriva Spaniei, determinându-l să accepte coroana Portugaliei: Antes rainha um dia (în unele variante uma hora) que duquesa toda a vida. ("Mai bine regină pentru o zi decât ducesă toată viața.")
În 1640 Portugalia și-a câștigat independența. Familia regală s-a instalat la Lisabona. Regina și-a ajutat soțul în lupta lui pentru recunoașterea diplomatică a Portugaliei și a asigurat interimatul când regele a plecat la război pentru a proteja granițele țării.
În 1656, ea a fost numită regentă a regatului după decesul soțului ei și pe durata minoratului fiului ei Afonso al VI-lea. A continuat să ocupe funcția chiar și după ce Alfonso a devenit adult deoarece fiul ei era instabil mental. Regența ei a fost marcată de victoria portugheză în bătălia de la Linhas de Elvas la 14 ianuarie 1659. A fost ținta conspirației care a eșuat condusă de Luís de Vasconcelos e Sousa, conte de Castelo Melhor.
A apărat principiile libertății și independenței Portugaliei și a controlat guvernul cu o mână de fier. În principal Luisa a fost inițiatoarea succesului diplomatic al unei noi alianțe cu Anglia. Fiica ei Ecaterina s-a căsătorit cu Carol al II-lea al Angliei.